# The Idolmaster Cinderella Girls U149
The Idolmaster Cinderella Girls U149 (アイドルマスター シンデレラガールズ U149 Aidorumasutā Shinderera Gāruzu U149?,  oficialmente esterilizado como THE iDOLM@STER CINDERELLA GIRLS U149), es un manga spin-off del videojuego de simulación The Idolmaster Cinderella Girls de Cygames y Bandai Namco Studios. La serie es creada por Kyowno y se centra en chicas de menos de 149 centímetros de altura para ser ídol. Una adaptación de la serie de televisión de anime de CygamesPictures se emitió del 6 de abril al 29 de junio de 2023.

## Sinopsis
Cuando es presidente de una agencia de producción, la Tercera División de Entretenimiento, decide centrarse principalmente en las idols más jóvenes de la agencia que todavía están en la escuela primaria. Como los productores veteranos se muestran reacios a involucrarse con una unidad tan poco convencional, se asigna a un productor recién ascendido para administrar la división. Ante esta situación desconocida, el Productor decide crear un escenario para sus idols que nadie ha visto antes.

## Personajes
Arisu Tachibana (橘ありす Tachibana Arisu?)
 Seiyū: Amina Satō
Momoka Sakurai (櫻井桃華 Sakurai Momoka?)
 Seiyū: Haruka Terui
Miria Akagi (赤城みりあ Akagi Miria?)
 Seiyū: Tomoyo Kurosawa
Risa Matoba (的場梨沙 Matoba Risa?)
 Seiyū: Hana Tamegai
Haru Yūki (結城晴 Yūki Haru?)
 Seiyū: Makoto Koichi
Chie Sasaki (佐々木千枝 Sasaki Chie?)
 Seiyū: Asaka Imai
Kaoru Ryūzaki (龍崎薫 Ryūzaki Kaoru?)
 Seiyū: Natsumi Haruse
Nina Ichihara (市原仁奈 Ichihara Nina?)
 Seiyū: Misaki Kuno
Koharu Koga (古賀小春 Koga Koharu?)
 Seiyū: Yuri Komori
Productor (プロデューサー Purodyūsā?)
 Seiyū: Yūki Yonai

## Contenido de la obra

### Manga
El manga comenzó a serializarse el 15 de octubre de 2016. Se han lanzado en línea un total de 12 volúmenes.

### Anime
La adaptación al anime se anunció durante el concierto final de "The Idolmaster Cinderella Girls 10th Anniversary Magical Wonderland!!!" gira el 3 de abril de 2022. Está dirigida por Manabu Okamoto, quien también es el director de sonido, con Hiroyuki Takashima como asistente de dirección, Oki Murayama a cargo de los guiones, Norie Igawa diseñando los personajes para la animación, Nippon Columbia produciendo la música, Makoto Miyazaki compone la partitura musical y CygamesPictures anima la serie. La canción de apertura "Shine In The Sky" es interpretada por la unidad idol U149 titular de la historia. Crunchyroll obtuvo la licencia de la serie fuera de Asia.
Se incluirá un OVA con el lanzamiento del cuarto Blu-ray de la serie.